# Freeport (Nova York)
Freeport és una població dels Estats Units a l'estat de Nova York. Segons el cens del 2000 tenia 43.783 habitants.

## Demografia
Segons el cens del 2000, Freeport tenia 43.783 habitants, 13.504 habitatges, i 9.911 famílies. La densitat de població era de 3.682,9 habitants/km².
Dels 13.504 habitatges en un 36,4% hi vivien nens de menys de 18 anys, en un 49,7% hi vivien parelles casades, en un 17,8% dones solteres, i en un 26,6% no eren unitats familiars. En el 21,2% dels habitatges hi vivien persones soles el 8,1% de les quals corresponia a persones de 65 anys o més que vivien soles. El nombre mitjà de persones vivint en cada habitatge era de 3,2 i el nombre mitjà de persones que vivien en cada família era de 3,65.
Per edats la població es repartia de la següent manera: un 26,4% tenia menys de 18 anys, un 9,1% entre 18 i 24, un 32,1% entre 25 i 44, un 22% de 45 a 60 i un 10,5% 65 anys o més.
L'edat mediana era de 35 anys. Per cada 100 dones de 18 o més anys hi havia 89,3 homes.
La renda mediana per habitatge era de 55.948 $ i la renda mediana per família de 61.673 $. Els homes tenien una renda mediana de 37.465 $ mentre que les dones 31.869 $. La renda per capita de la població era de 21.288 $. Entorn del 8% de les famílies i el 10,6% de la població estaven per davall del llindar de pobresa.